# 小行星215080
小行星215080（215080 Kaohsiung），臨時編號2009 FX18，是一顆位於小行星帶的小行星。由台灣天文愛好者蔡元生和其觀測團隊申請鹿林天文台SLT望遠鏡觀測時段中的2009年3月20日與鹿林天文台觀測助理林啟生共同發現。
2009年8月7日以蔡元生的家鄉高雄市命名為高雄。這是第一顆台灣天文愛好者參與發現並命名的小行星。
蔡元生的觀測團隊成員還包括蘇州盤門風景區人員陳韜、寧波韓商主管金彰偉及廣東華南農業大學畢業的袁鳳芳。